# Vuelta a Castilla y León 2012
La Vuelta a Castilla y León 2012, ventisettesima edizione della corsa, si svolse dal 13 al 15 aprile su un percorso di 492 km ripartiti in 3 tappe, con partenza a Salamanca e arrivo a Segovia. Fu vinta dallo spagnolo Javier Moreno della Movistar Team davanti al francese Guillaume Levarlet e allo spagnolo Pablo Urtasun.

## Tappe
| Tappa  | Data      | Percorso              | km    | Vincitore di tappa | Leader cl. generale |
| ------ | --------- | --------------------- | ----- | ------------------ | ------------------- |
| 1ª     | 13 aprile | Salamanca > Salamanca | 159   | Manuel Cardoso     | Manuel Cardoso      |
| 2ª     | 14 aprile | Avila > Avila         | 159   | Luis León Sánchez  | Luis León Sánchez   |
| 3ª     | 15 aprile | Segovia > Segovia     | 173,5 | Yelko Gomez        | Javier Moreno       |
| Totale | Totale    | Totale                | 492   |                    |                     |

## Dettagli delle tappe

### 1ª tappa
- 13 aprile: Salamanca > Salamanca – 159 km

| Pos. | Corridore              | Squadra       | Tempo    |
| ---- | ---------------------- | ------------- | -------- |
| 1    | Manuel Cardoso         | Caja Rural    | 3h45'05" |
| 2    | Enrique Sanz           | Movistar Team | s.t.     |
| 3    | Francisco José Pacheco | Gios Deyser   | s.t.     |

| Pos. | Corridore              | Squadra       | Tempo    |
| ---- | ---------------------- | ------------- | -------- |
| 1    | Manuel Cardoso         | Caja Rural    | 3h44'55" |
| 2    | Enrique Sanz           | Movistar Team | a 4"     |
| 3    | Francisco José Pacheco | Gios Deyser   | a 6"     |

### 2ª tappa
- 14 aprile: Avila > Avila – 159 km

| Pos. | Corridore          | Squadra      | Tempo    |
| ---- | ------------------ | ------------ | -------- |
| 1    | Luis León Sánchez  | Rabobank     | 4h18'14" |
| 2    | Guillaume Levarlet | Saur-Sojasun | a 2"     |
| 3    | Pablo Urtasun      | Euskaltel    | s.t.     |

| Pos. | Corridore          | Squadra      | Tempo    |
| ---- | ------------------ | ------------ | -------- |
| 1    | Luis León Sánchez  | Rabobank     | 8h03'09" |
| 2    | Guillaume Levarlet | Saur-Sojasun | a 6"     |
| 3    | Pablo Urtasun      | Euskaltel    | a 8"     |

### 3ª tappa
- 15 aprile: Segovia > Segovia – 173,5 km

| Pos. | Corridore     | Squadra       | Tempo    |
| ---- | ------------- | ------------- | -------- |
| 1    | Yelko Gomez   | Caja Rural    | 4h42'47" |
| 2    | Javier Moreno | Movistar Team | s.t.     |
| 3    | Brice Feillu  | Saur-Sojasun  | s.t.     |

| Pos. | Corridore          | Squadra       | Tempo     |
| ---- | ------------------ | ------------- | --------- |
| 1    | Javier Moreno      | Movistar Team | 12h46'05" |
| 2    | Guillaume Levarlet | Saur-Sojasun  | a 1"      |
| 3    | Pablo Urtasun      | Euskaltel     | a 3"      |

## Classifiche finali

### Classifica generale
| Pos. | Corridore            | Squadra           | Tempo     |
| ---- | -------------------- | ----------------- | --------- |
| 1    | Javier Moreno        | Movistar Team     | 12h46'05" |
| 2    | Guillaume Levarlet   | Saur-Sojasun      | a 1"      |
| 3    | Pablo Urtasun        | Euskaltel-Euskadi | a 3"      |
| 4    | David de la Cruz     | Caja Rural        | a 10"     |
| 5    | Tiago Machado        | RadioShack-Nissan | a 19"     |
| 6    | José Vicente Toribio | Andalucia         | a 30"     |
| 7    | Jonathan Castroviejo | Movistar Team     | a 1'36"   |
| 8    | Linus Gerdemann      | RadioShack-Nissan | a 1'41"   |
| 9    | Iván Velasco         | Euskaltel-Euskadi | a 1'50"   |
| 10   | David Blanco         | Efapel-Glassdrive | a 3'13"   |